# Mark Caso
Pour les articles homonymes, voir Caso (homonymie).
Mark Edward Caso est un acteur et cascadeur américain, né à Syracuse (État de New York), actif pendant les années 1980 et 1990.

## Biographie
Outre son rôle sous le costume de Leonardo dans les deux derniers films (1991 et 1993), Mark Caso fait une courte apparition à visage découvert dans les Tortues Ninja 2 en tant que collègue de travail d'April O'Neil. Dans cette scène, il répond au téléphone à Donatello lorsque ce dernier tente de joindre April son lieu de travail, aux Studios de télévision de Canal 3.

## Filmographie
- 1985 : Girls Just Want to Have Fun : Wolf
- 1991 : Les Tortues ninja II - Les héros sont de retour (Teenage Mutant Ninja Turtles II: The Secret of the Ooze) : Leonardo / News Room Staff
- 1993 : Xuxa (série TV) : Jam the Jaguar
- 1993 : Les Tortues Ninja 3 (Teenage Mutant Ninja Turtles III) : Leonardo
- 1997 : Mortal kombat - L'anéantissement (Mortal Kombat: Annihilation) : Raptor #1
- 1998 : Soundman : Pawnshop Owner